# الناقوس الزجاجي (رواية)
الناقوس الزجاجي هي الرواية الوحيدة للكاتبة والشاعرة الأمريكية سيلفيا بلاث. نشرتها بالاسم المستعار «فكتوريا لوكاس» عام 1963، وتعد الرواية شبه سيرة ذاتية مع تغيير أسماء الأشخاص والأماكن، وتندرج أيضًا تحت تصنيف «مفتاح الرومان»، وذلك لميل البطلة إلى المرض النفسي، الذي يعكس تجربة بلاث الشخصية مع الاضطراب الاكتئابي وثنائي القطب. انتحرت سيلفيا بعد شهرٍ من صدور أول طبعة للكتاب في المملكة المتحدة. نُشرت الرواية للمرة الأولى تحت اسم سيلفيا بلاث عام 1967، ولم تُنشر في الولايات المتحدة حتى عام 1971، تلبيةً لأماني كلّ من زوجها، تيد هيوز، ووالدتها. تُرجمت الرواية إلى قُرابة الاثنتا عشرة لغة.

## خلاصة الحبكة
في عام 1953، تحصل إستر غرينوود، طالبة السنة الأولى في الجامعة ذات التسعة عشر عامًا من ضواحي بوسطن، على منحة صيفية في مجلة ليديز داي القصصية في مدينة نيويورك. لا تشعر إستر بالحماس أو الإثارة بالعمل، أو بالموضة، أو بطبيعة الحياة في المدينة الكبيرة، التي يبدو أن رفيقاتها في المنحة يعشقنها. تجد نفسها في صراعٍ للشعور بأي شيء عدا القلق والارتباك. تُعجب إستر بالتهكم الفطِن لرفيقتها دورين ذات الروح المغامرة، ولكنها تتماشى مع تديُّن بيتسي، الشابّة المحافطة الساذجة. تحصل إستر على مساعدةٍ من فيلومينا غينيا، التي كانت كاتبةً مشهورةً في الأدب النسائي سابقًا، التي تولت مصاريف المنحة التي حصلت عليها إستر (التي تنتمي إلى أسرة عاملة) في أثناء دراستها في الكلية.
تروي إستر العديد من الأحداث المفصّلة التي حدثت في أثناء أداء منحتها بالتسلسل، بدءًا بالتسمم الغذائي الجماعي الذي طال المتدربات بسبب الغداء الذي نظمه طاقم المجلة، وتستذكر حبيبها بادي الذي واعدته بجديةٍ نوعًا ما، وعدّ نفسه «خطيبها الفعليّ»، وتُركز الأحاديث الداخلية لإستر عادةً على تأملاتها حول الموت والعنف.
قبل انتهاء منحتها بقليل، تحضر إستر حفلةً لنادٍ ريفي مع دورين، وتُقابل رجلًا يعاملها بعنفٍ ويعنّفها جنسيًا، ولكنها تكسر أنفه وتُغادر بعدها. بعد عودتها إلى الفندق في تلك الليلة، تتخلص إستر من جميع هداياها الجديدة والعصرية بتهور وترميها من السطح.
تعود إستر إلى منزلها في ماساشوستس، الذي تعيش فيه مع والدتها الأرملة. كانت إستر تأمل في فرصةً دراسيةً جديدة فور عودتها إلى ماساشوستس، وهو فصل كتابة دراسي يُدرسّه كاتب عالمي مشهور، ولكن تُخبرها أمها فور عودتها بأنها لم تُقبل في الفصل، لتجد أن كل خُططها قد أفسِدت.
تُقرر إستر أن تقضي صيفها المرتقب في كتابة رواية، رغم شعورها بافتقارها إلى الخبرة الحياتية للكتابة بصورة مُرضية. أصبحت هوّيتها تتمحور حول الأداء جيدًا أكاديميًا، لم تكن متيقنة مما يجب فعله فور الانتهاء من المدرسة، ولا تغريها أيٌّ من الخيارات المحتملة (الأمومة مثلًا، المتمثلة بجارتها دودو كانواي الحامل الوَلود، أو وظائف نمطية للنساء كالكتابة بالاختزال).
تزداد كآبة إستر، وتجد نفسها غير قادرة على النوم، فتنصحها أمّها بأن تزور طبيبًا نفسيًا، الدكتور غوردون، الذي لا تثق به إستر؛ لكونه جذّابًا ولا يبدو بأنه يستمع إليها. يصف لها علاجًا بالصدمات الكهربائية، وبعد ذلك، أخبرت والدتها بأنها لن تراه مجددًا.
لم يكن العلاج بالصدمات الكهربائية مفيدًا، وتسوء صحة إستر النفسية باستمرار. تحاول إستر الانتحار مرارًا، ولكن محاولاتها تبوء بالفشل، ومنها محاولتها السباحة عميقًا في البحر، ولكنها تحاول جديًا بعدها.
تنسلّ إستر إلى حفرةٍ مخفيةٍ في القبو، وتبتلع العديد من الحبوب المنومة التي وُصفت لها لعلاج الأرق. تفترض الصُحف اختطافها وموتها، ولكنها وُجدت حيةً في قبو منزلها بعد وقتٍ غير معروف.
تُرسل إستر إلى العديد من المصحات النفسية قبل أن تتكفل فيلومينا غينيا بمصاريف بقاءها في أحد أفضل مراكز العلاج، حيث تُقابل الطبيبة نولان، معالجتها النفسية، وتبدأ بحضور جلسات المعالجة النفسية. تُعطى إستر كميةً هائلة من الإنسولين للتحفيز (علاج نفسي مشهور -غير فعّال- في ذلك الوقت)، إضافةً إلى علاج بالصدمات مجددًا، ولكن الطبيبة نولان أكّدت لها أنها تُدار بصورة مناسبة.
في أثناء بقائها هناك، تشبّه إستر اكتئابها بشعورها بأنها محاصرة داخل ناقوسٍ زجاجي، حيث يصعب عليها التنفس.
في النهاية، تصف إستر الصعقات الكهربائية بأنها علاج نافع ضد الاكتئاب إلى حدٍ ما، إذ تشعر بأنها ترفع الناقوس الزجاجي المجازي الذي يحاصرها ويخنقها.
في أثناء ذلك، تُقابل جوان غيلينغ مجددًا، التي كانت تواعد بادي بدورها. في أثناء وجودهما في المستشفى، تُقبل جوان على الانتحار بطريقة غير متوقعة. تتضمن الرواية العديد من الإشارات على مثليّة جوان وإعجابها بإستر.
تُخبر إستر الطبيبة نولان بشعورها بالحسد تجاه الحرية التي يتمتع بها الرجال، وبشأن قلقها هي بصفتها امرأة حول الحَمل، تنصح الطبيبة نولان إستر بطبيبة تُقدم منظمات للنسل. تشعر إستر بالحرية، إذ ليس عليها القلق من تبعات الجنس، متحررة من الزواج المبكر، الذي يكون غالبًا من الشخص الخطأ. تتحسن صحة إستر تحت إشراف الطبيبة نولان، وتحدث العديد من الأحداث، كخسارة عذريتها، وانتحار جوان، فتصبح وجهة نظرها مختلفة.
تُقابل إستر بادي مجددًا في نهاية الرواية، الذي يتساءل بصوتٍ عال من قد يتزوج إستر وهي مُعالجة نفسيًا، منهيًا بذلك أي احتمال لارتباطهما.
تنتهي الرواية بدخول إستر مع أطباءها في مناقشة، التي تحدد؛ هل تستطيع إستر مغادرة المصحة والعودة إلى الدراسة؟ تُلمح بداية رواية إلى احتمالية حصول إستر على طفل في المستقبل بعد سنوات.